# Kamba (volk)
De Kamba, ook wel Akamba, Camba, Keramba, Wikamba of Kikamba genoemd, zijn een Bantoevolk dat elf procent van de bevolking van Kenia uitmaakt. De meeste Kamba leven in de Keniaanse provincie Mashariki. Een klein deel leeft in de omliggende landen Tanzania en Oeganda. De moedertaal van de Kamba is de Bantoetaal Kamba, ook wel Kikamba genoemd.

## Geschiedenis
De Kamba zijn een Bantoevolk en zijn in taal en cultuur het meest verwant aan de Kikuyu, Embu, Meru en Mbeere. Het is onzeker van welke plaats in Centraal-Afrika de eerste voorouders van de Kamba naar Kenia trokken. De eerste groep vestigde zich in de tweede helft van de 17e eeuw in de Mbooni-heuvels in Machakos te Kenia. Vanuit hier verspreidden de Kamba zich over de rest van het district en de districten Makueni en Kitui.
De Kamba waren voornamelijk jagers en verzamelaars, maar legden zich langs de kust van Kenia ook toe op de handel. Gedurende de tweede helft van de 19e eeuw ontnamen Arabieren de Kamba hun handelsmonopolie. De Kamba begonnen nu als tussenhandelaren te opereren tussen de Arabieren en de Swahili en andere Afrikaanse stammen. Doordat ze in deze hoedanigheden veel reisden werden ze ook veel gevraagd als gids voor karavanen en later als gids voor Europese ontdekkingsreizigers.

## Cultuur

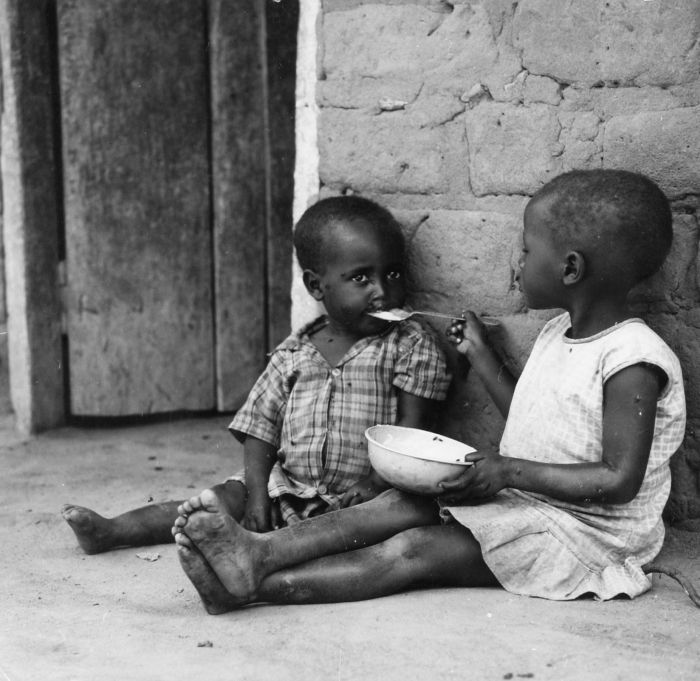
Twee Kambakinderen (1973)

In de cultuur van de Kamba speelt familie (Musyi) een centrale rol. De man is het hoofd van de familie en verdient gewoonlijk de kost, terwijl zijn vrouw het stukje land bewerkt dat haar is toevertrouwd na haar huwelijk. De producten van dit land vormen de voornaamste voedselbron voor het gezin. De moeder is ook verantwoordelijk voor het opvoeden van de kinderen. De moeder wordt Mwaitu genoemd, 'onze Enige', en zelfs wanneer de kinderen volwassen zijn zullen zij haar wensen gewoonlijk nooit tegenspreken. Er wordt slechts weinig onderscheid gemaakt tussen eigen kinderen en neven en nichten. Regelmatig komt het voor dat kinderen bij hun oom en tante intrekken. De grootouders helpen met de eenvoudigere klussen rond het huis, zoals touw maken, schoonmaken en traditioneel ambachtswerk. Veel grootmoeders bewerken nog op hoge leeftijd het land.

## Religie
De oorspronkelijke animistische religie van de Kamba is monotheïstisch. Een onzichtbare god, Ngai of Mulungu geheten, leeft in de hemel (yayayani of ituni). Andere namen voor hun god zijn Asa (vader) of Ngai Mumbi (God de schepper). Ngai wordt gezien als de almachtige schepper van het leven op aarde en als een barmhartige, maar afstandelijke god. Overleden familieleden, de Maimu, zouden volgens de traditionele Kamba optreden als bemiddelaars tussen hen en Ngai en herdacht door offers te brengen op familiealtaren.